# Korī-ye Chahār Pīcheh
Korī-ye Chahār Pīcheh (persiska: Kūy-ye Chahār Bonīsheh, كويی چَهار بُنيشِه, كَرّی چَهار بُنيشِه, Korī Chahār Bīncheh, كَرّی چَهار بُنيچِه, كُری چَهار بينچِه, کری چهار پیچه) är en ort i Iran.   Den ligger i provinsen Chahar Mahal och Bakhtiari, i den centrala delen av landet, 400 km söder om huvudstaden Teheran. Korī-ye Chahār Pīcheh ligger 1 827 meter över havet och antalet invånare är 224.
Terrängen runt Korī-ye Chahār Pīcheh är kuperad åt nordost, men åt sydväst är den bergig. Korī-ye Chahār Pīcheh ligger nere i en dal.Runt Korī-ye Chahār Pīcheh är det ganska glesbefolkat, med 26 invånare per kvadratkilometer. Närmaste större samhälle är Ardal, 19,3 km öster om Korī-ye Chahār Pīcheh. Omgivningarna runt Korī-ye Chahār Pīcheh är i huvudsak ett öppet busklandskap.